# Wicker Park (parc de Chicago)
Pour les articles homonymes, voir Wicker Park.
Wicker Park est un parc de 1,6 hectare (4.03 acres) de la ville de Chicago (Illinois) qui se trouve entre North Damen Avenue à l'ouest, West Schiller Street au sud, et West Wicker Park Avenue au nord et à l'est.

## Description
Ce petit parc de forme triangulaire est situé à Wicker Park, un quartier se trouvant dans le secteur communautaire de West Town à Chicago, dans l'État de l'Illinois. Il a été nommé d'après Charles G. Wicker and Joel H. Wicker. Comme pour la plupart des parcs et espaces verts de Chicago, Wicker Park est entretenu par le Chicago Park District.

### Historique

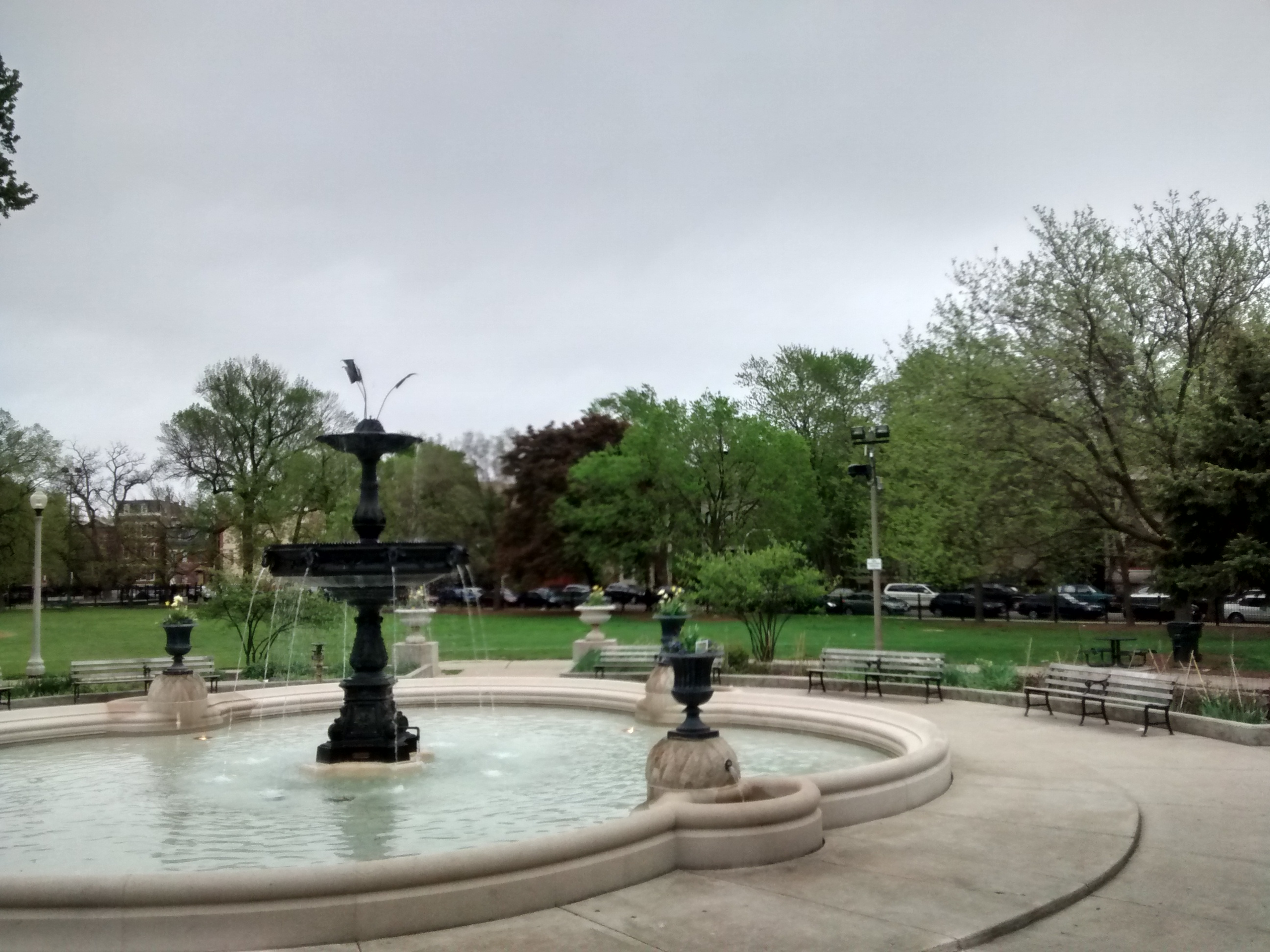
Fontaine de Wicker Park.

À la fin de l'année 1868, le Chicago Department of Publics Works eut le désir de construire un grand espace vert situé entre Milwaukee Avenue à l'ouest et North Avenue au sud. Présents lors d'une réunion du conseil municipal de Chicago en 1869, Charles G. Wicker et son frère Joel H. Wicker soumettent la proposition d'acheter une parcelle de terrain à la ville de Chicago pour le convertir en parc attrayant pour les habitants du quartier. Cette proposition des frères Wicker fut refusée en 1870. Cependant, la ville de Chicago accepta que les Wicker participent dans les plans de conception du parc et au financement de sa construction. La ville de Chicago finança l'installation d'un petit réservoir d'eau à l'intérieur du parc.
À la fin du XIXe siècle, le quartier de Wicker Park dans lequel se trouve le parc a été intégré dans ce qui est aujourd'hui connu comme étant le Polish Downtown, une zone géographique comprenant une grande communauté polonaise, et la zone immédiate entourant le parc est désormais connue comme étant la « Polish Gold Coast » (littéralement la « Côte d'or polonaise »).
En 1890, la Commission de West Park remplaça le réservoir par une pelouse. Plusieurs années plus tard une fontaine en granite fut installée. En 1908, d'importants travaux sont lancés, le bac de la fontaine est notamment agrandi et de nouveaux arbres sont plantés tout autour et à l'intérieur du parc.
En 1934, la Commission de West Park a été consolidée dans le Chicago Park District. En 1985, le Chicago Park District installa de nouveaux aménagements.

## Équipements
Le parc comprend en son sein des terrains de baseball, des promenades arborées, des espaces avec des équipements pour faire de la gym et un réservoir d'eau (dont l'accès au public est réservé en été) avec des jeux aquatiques dont un château gonflable. Il y a également dans le parc un espace qui est réservé aux chiens.